# ロブ・ライナー
ロブ・ライナー（Robert "Rob" Reiner、1947年3月6日 - ）は、アメリカ合衆国の映画監督・俳優・脚本家・映画プロデューサー。政治活動家 
1999年ハリウッド・ウォーク・オブ・フェーム受賞。父カールは1960年受賞。

## 生い立ち
ニューヨーク州ニューヨーク市ブロンクス区のユダヤ人家庭に生まれる。女優のエステル・ライナーとコメディアン、俳優、脚本家、プロデューサー、そして監督のカール・ライナーの息子。13歳の時、家族と一緒にロサンゼルス地域に引っ越し、リチャード・ドレイファス、ボニー・フランクリン、アルバート・ブルックスと一緒にビバリーヒルズ高校に通った。その後、カリフォルニア大学ロサンゼルス校に入学。
いとこにマネジャー・プロデューサーのジョージ・シャピロ、詩人、劇作家、作家の姉シルビア・アン・ライナー、画家、俳優、監督の弟ルーカス・ライナーがいる。

## 来歴
子役としてテレビ出演の経験を積み、成人後はテレビ番組の演出を手がけるようになる。
1974年と1978年に『オール・イン・ザ・ファミリー』でエミー賞助演男優賞を受賞。
1984年、ロックモキュメンタリーコメディ『スパイナル・タップ』で映画監督としてデビュー。その後、1986年『スタンド・バイ・ミー』や1989年『恋人たちの予感』を大ヒットさせ、時を経ても普遍的人気があり、青春ノスタルジー、ロマンティックコメディという各ジャンルの金字塔的映画を制作、またホラー『ミザリー Misery』（1990）、法廷サスペンス『ア・フュー・グッドメン A Few Good Men』（1992）、ハートフルアドベンチャー『最高の人生の見つけ方 The Bucket List』（2007）等、多方面のジャンルに名作レベルの実績を持つ驚異的映画監督。『ノース 小さな旅人 North』（1994）以降怒涛の不発時代があったが内容が劣っていたかは不明、政治活動に関心が高い。
ライナーが設立した製作会社キャッスル・ロック・エンターテインメントは、『スタンド・バイ・ミー』の原作者スティーヴン・キングが創造した架空の街（キャッスルロック）の名前を冠している。
2020年6月29日、父カール・ライナーが老衰のため死去(享年98歳)。3年前の2017年4月7日、カールとロブは手形足型をロサンゼルスのチャイニーズシアターに親子で刻んだ。マリリン・モンローをはじめ歴代の映画スターや音楽スター330人以上が名を連ねる。
2025年、『スパイナル・タップ（原題：This Is Spinal Tap）』の続編『Spinal Tap II: The End Continues』が米で9月12日公開予定、バンドが15年間の活動休止の後、最後のコンサートのために再結成するという内容で、ザ・バンドの解散ライヴを記録した伝説的なコンサート映画『ラスト・ワルツ』（監督マーティン・スコセッシ）のスタイルを模倣していると言われる。
米国では続編の公開に先駆け、初代『スパイナル・タップ』の新たに修復されたヴァージョンを夏に劇場公開し、その後、デジタル配信やストリーミング配信をプラットフォームで開始する予定。
1984年、ライナーの監督デビュー作である『スパイナル・タップ』は劇場公開当時は控えめな動員だったが、ビデオでカルト的人気を維持し批評家の評価は当初から高かった。2002年アメリカ国立フィルム登録簿に選出。

## 主な監督作品
- スパイナル・タップ This Is Spinal Tap（1984）
- シュア・シング The Sure Thing（1985）
- スタンド・バイ・ミー Stand by Me（1986）
- プリンセス・ブライド・ストーリー The Princess Bride（1987）
- 恋人たちの予感 When Harry Met Sally...（1989）
- ミザリー Misery（1990）
- ア・フュー・グッドメン A Few Good Men（1992）
- ノース 小さな旅人 North（1994）
- アメリカン・プレジデント The American President（1995）
- ゴースト・オブ・ミシシッピー Ghosts of Mississippi（1996）
- ストーリー・オブ・ラブ The Story of Us（1999）
- あなたにも書ける恋愛小説 Alex & Emma（2003）
- 迷い婚 -全ての迷える女性たちへ- Rumor Has It...（2005）
- 最高の人生の見つけ方 The Bucket List（2007）
- Flipped（2010）
- 最高の人生のはじめ方 The Magic of Belle Isle（2012）
- 最高の人生のつくり方 And So It Goes（2014）
- ビーイング・チャーリー Being Charlie（2015）
- LBJ ケネディの意志を継いだ男 LBJ（2016）
- 記者たち 衝撃と畏怖の真実 Shock and Awe（2017）
- アルバート・ブルックス / ディフェンディング・マイ・ライフ Albert Brooks: Defending My Life（2023）

## 主な出演作品
- 鬼ママを殺せ Throw Momma from the Train（1987）
- めぐり逢えたら Sleepless in Seattle（1993）
- ブロードウェイと銃弾 Bullets Over Broadway（1994）
- ミックス・ナッツ/イブに逢えたら Mixed Nuts（1994）
- ファースト・ワイフ・クラブ The First Wives Club（1996）
- パーフェクト・カップル Primary Colors（1998）
- エドtv Edtv（1998）
- ハリウッド・ミューズ The Muse（1999）
- ザ・シンプソンズ The Simpsons（2006）声の出演
- ウルフ・オブ・ウォールストリート The Wolf of Wall Street（2013）
- 記者たち 衝撃と畏怖の真実 Shock and Awe（2017）